# Maxi Rodriguez
Maximiliano Rubén Rodríguez (Rosario, 2. siječnja 1981.) bivši je argentinski nogometaš.